# Marano di Valpolicella
Marano di Valpolicella is een gemeente in de Italiaanse provincie Verona (regio Veneto) en telt 2975 inwoners (31-12-2004). De oppervlakte bedraagt 18,6 km², de bevolkingsdichtheid is 160 inwoners per km².
De volgende frazioni maken deel uit van de gemeente: Valgatara e San Rocco.

## Demografie
Marano di Valpolicella telt ongeveer 1085 huishoudens. Het aantal inwoners steeg in de periode 1991-2001 met 14,1% volgens cijfers uit de tienjaarlijkse volkstellingen van ISTAT.
| Jaar | Inwoneraantal |
| ---- | ------------- |
| 1991 | 2538          |
| 2001 | 2897          |

## Geografie
De gemeente ligt op ongeveer 318 m boven zeeniveau.
Marano di Valpolicella grenst aan de volgende gemeenten: Fumane, Negrar, San Pietro in Cariano, Sant'Anna d'Alfaedo.